# Enrique Boned Guillot
Enrique Boned Guillot (sinh ngày 4 tháng 5 năm 1978), còn được biết với Kike, là một cựu cầu thủ bóng đá trong nhà người Tây Ban Nha chơi cho ElPozo Murcia FS ở vị trí Hậu vệ.
Anh đã giành được giải Cầu thủ Futsal xuất sắc nhất thế giới 2009 bởi Futsal Planet.

## Danh hiệu
- 2 Giải vô địch bóng đá trong nhà thế giới (2000, 2004)
- 5 Giải vô địch bóng đá trong nhà châu Âu (2001, 2005, 2007, 2010, 2012)
- 4 Spanish Leagues (05/06, 06/07, 08/09, 09/10)
- 3 Spanish Cups (2003, 2008, 2010)
- 3 Spanish Supercups (2006, 2010, 2012)

## Cá nhân
- 1 Quả bóng bạc World Cup (2012)
- 2 LNFS MVP (01/02, 05/06)
- 4 Hậu vệ xuất sắc LNFS (00/01, 01/02, 05/06, 08/09)
- Cầu thủ Futsal xuất sắc nhất thế giới 2009